# Resolutie 1567 Veiligheidsraad Verenigde Naties
Resolutie 1567 van de Veiligheidsraad van de Verenigde Naties werd unaniem door de VN-Veiligheidsraad aangenomen op 14 oktober 2004. De resolutie weerhield een aantal nominaties voor rechter in het Joegoslaviëtribunaal die naar de Algemene Vergadering werden doorverwezen.

## Achtergrond
In 1980 overleed de Joegoslavische leider Tito, die decennialang de bindende kracht was geweest tussen de zes deelstaten van het land. Na zijn dood kende het nationalisme een sterke opmars en in 1991 verklaarde Bosnië en Herzegovina zich onafhankelijk. De Servische minderheid in het land kwam hiertegen in opstand en begon een burgeroorlog, waarbij ze probeerden de Bosnische volkeren te scheiden. Tijdens die oorlog vonden massamoorden plaats waarbij tienduizenden mensen omkwamen. In 1993 werd het Joegoslaviëtribunaal opgericht, dat de oorlogsmisdaden die hadden plaatsgevonden moest berechten.

## Inhoud
De Veiligheidsraad:
- Herinnert aan de resoluties 827, 1166, 1329, 1411, 1481, 1503 en 1534.
- Overwoog de nominaties voor rechter in het Internationaal Tribunaal voor Voormalig Joegoslavië die de secretaris-generaal ontving.
- Stuurt volgende nominaties door naar de Algemene Vergadering:

1.  Carmel Agius
2.  Jean-Claude Antonetti
3.  Iain Bonomy
4.  Liu Daqun
5.  Amin El Mahdi
6.  Elhagi Abdulkader Emberesh
7.  Rigoberto Espinal Irias
8.  O-gon Kwon
9.  Theodor Meron
10.  Bakone Moloto
11.  Prisca Matimba Nyambe
12.  Fons Orie
13.  Kevin Parker
14.  Fausto Pocar
15.  Yenyi Olungu
16.  Sharada Prasad Pandit
17.  Vonimbolana Rasoazanany
18.  Patrick Lipton Robinson
19.  Wolfgang Schomburg
20.  Mohamed Shahabuddeen
21.  Christine Van Den Wyngaert
22.  Volodymyr Vasylenko

## Verwante resoluties
- Resolutie 1504 Veiligheidsraad Verenigde Naties (2003)
- Resolutie 1534 Veiligheidsraad Verenigde Naties
- Resolutie 1581 Veiligheidsraad Verenigde Naties (2005)
- Resolutie 1597 Veiligheidsraad Verenigde Naties (2005)

Lijst ·  1522 ·  1523 ·  1524 ·  1525 ·  1526 ·  1527 ·  1528 ·  1529 ·  1530 ·  1531 ·  1532 ·  1533 ·  1534 ·  1535 ·  1536 ·  1537 ·  1538 ·  1539 ·  1540 ·  1541 ·  1542 ·  1543 ·  1544 ·  1545 ·  1546 ·  1547 ·  1548 ·  1549 ·  1550 ·  1551 ·  1552 ·  1553 ·  1554 ·  1555 ·  1556 ·  1557 ·  1558 ·  1559 ·  1560 ·  1561 ·  1562 ·  1563 ·  1564 ·  1565 ·  1566 ·  1567 ·  1568 ·  1569 ·  1570 ·  1571 ·  1572 ·  1573 ·  1574 ·  1575 ·  1576 ·  1577 ·  1578 ·  1579 ·  1580